# Franz Josef Delonge
Franz Josef Delonge (* 24. Juni 1927 in Hambach bei Jülich; † 10. Juni 1988 in München) war ein deutscher Rechtsanwalt und Kommunalpolitiker. Seit 1968 gehörte er dem Münchner Stadtrat an und war dort von 1978 bis 1984 Vorsitzender der CSU-Fraktion. Schwerpunkte seiner kommunalpolitischen Arbeit unter Oberbürgermeister Erich Kiesl (CSU) waren das Bau- und Planungsrecht, die Modernisierung der Kommunalverwaltung und die Förderung des Breitensports.

## Leben
Delonge wurde im rheinländischen Hambach geboren. Als junger Mann wurde er während des Zweiten Weltkriegs in die Wehrmacht eingezogen. 
Nach Kriegsende kam Delonge nach München. Dort legte er sein Abitur ab und nahm im Anschluss ein Studium der Rechtswissenschaft an der Ludwig-Maximilians-Universität München auf. Parallel dazu arbeitete er bei Radio Free Europe. Nach seinem Examen ließ er sich in München als Rechtsanwalt nieder. 
Sein gesellschaftliches Engagement begann er 1952 mit dem Eintritt in die Burschenschaft Danubia München. Drei Jahre später übernahm er die Leitung des Burschentages in Landau und war danach längere Zeit Mitglied des Hauptausschusses der Deutschen Burschenschaft und einige Zeit auch Mitglied des Rechtsausschusses. 1957 trat er in die CSU ein. Im Stadtteil Schwabing, wo Delonge wohnhaft war, wurde er zunächst zum Vorsitzenden des Bezirksausschusses gewählt und war auch Vorsitzender des CSU-Kreisverbandes Schwabing. 1968 folgte der Einzug in den Münchener Stadtrat, dem er bis zu seinem Tod im Juni 1988 ununterbrochen angehörte. Nach den Kommunalwahlen im März 1978, bei denen die CSU erstmals die absolute Mehrheit in München errungen hatte, wurde Delonge – inzwischen auch stellvertretender Bezirksvorsitzender der Münchener CSU – zum Vorsitzenden der CSU-Fraktion gewählt. In dieser Funktion gestaltete er zusammen mit dem neu gewählten Oberbürgermeister Erich Kiesl (ebenfalls CSU) die Stadtpolitik der folgenden sechs Jahre. Trotz empfindlicher Stimmenverluste und des Verlustes der absoluten Mehrheit ging die CSU auch bei Kommunalwahlen 1984 als stärkste Partei hervor. 
Neben seinen kommunalpolitischen Aufgaben gehörte Delonge dem Vorstand der Rechtsanwaltskammer an, war Generalkonsul der Republik Sri Lanka und Justitiar des Sportvereins TSV 1860 München. Zudem war er Mitglied des Aufsichtsrats der Erdgas Südbayern, stellvertretender Aufsichtsrat der Olympiapark München GmbH und Mitglied des Verwaltungsrats der Stadtsparkasse München.

## Familie
Delonge war mit Marie Therese Hubensteiner, der Schwester des Historikers Benno Hubensteiner verheiratet. Aus dieser Ehe gingen drei Söhne hervor, der Richter und Spiele-Designer Franz-Benno Delonge und seine beiden jüngeren Brüder Florian und Veit.

## Ehrungen
1980 ehrte die Landeshauptstadt München Delonge mit der Medaille München leuchtet in Gold. 1982 bekam er die Medaille für besondere Verdienste um die kommunale Selbstverwaltung in Silber. Die CSU-Stadtratsfraktion ehrte ihn 1984 mit dem Goldenen Ehrenring.
Mit Beschluss vom 10. Mai 2006 wurde eine Neubaustraße in der Nähe des Autobahndreiecks München-Südwest im Stadtbezirk Aubing-Lochhausen-Langwied nach ihm benannt.

## Werke
- Ratsherr einst und heute. Texte aus dem Münchner Rathaus. Bd. 1, München 1979
- Protestanten in München. Texte aus dem Münchner Rathaus. Bd. 2, München 1979